# 欧雷伊
欧雷伊（法語：Aureil，法語發音：[oʁɛj]）是法国新阿基坦大区上维埃纳省的一个市镇，位于该省中南部，省会利摩日市区以东，属于利摩日区。

## 地理
欧雷伊（45°48'21"N, 1°23'32"E）面积10.17 平方千米，位于法国新阿基坦大区上维埃纳省，该省份为法国中西部省份，北起顺时针与安德尔省、克勒兹省、科雷兹省、多爾多涅省、夏朗德省和维埃纳省接壤。
与欧雷伊接壤的市镇（或旧市镇、城区）包括：圣瑞斯特-勒马尔泰勒、埃若、费蒂亚、拉热内图斯、鲁瓦耶尔。

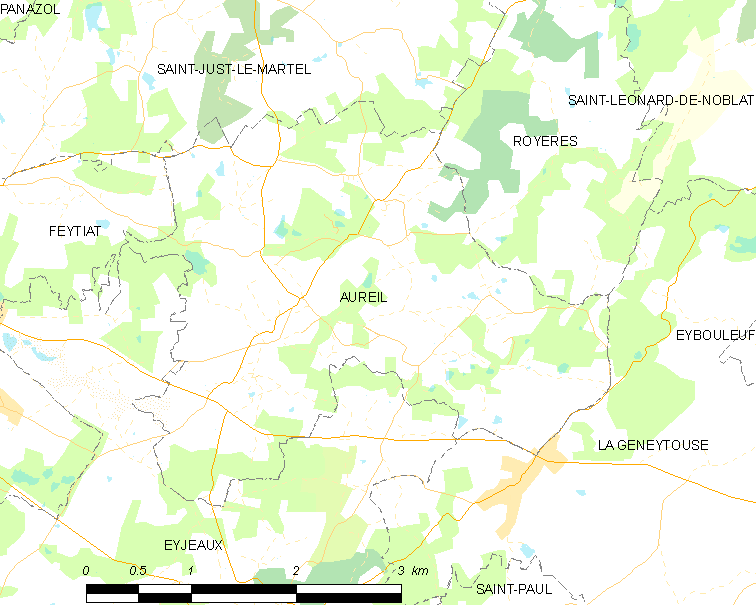
欧雷伊的OSM定位图

欧雷伊的时区为UTC+01:00、UTC+02:00（夏令时）。

## 行政
欧雷伊的邮政编码为87220，INSEE市镇编码为87005。

## 政治
欧雷伊所属的省级选区为圣莱奥纳尔-德诺布拉县。

## 人口

1962-2008年间欧雷伊人口变化图示

欧雷伊于2022年1月1日时的人口数量为1033人。